# Hypodermoza
Hypodermoza – choroba skóry zwierząt występująca na grzbiecie w postaci guzów wywoływana przez larwy gzów z rodziny owadów z rzędu muchówek.
Przyczyną ich powstawania są larwy gza bydlęcego dużego lub gza bydlęcego małego. Larwy są długości ok. 3 cm.

## Zakażenie
Następuje w wyniku kontaktu zwierzęcia z owadem w okresie czerwiec-wrzesień. W tym czasie owady składają jaja na skórze, następnie z tych jaj wylęgają się larwy, które wwiercają się w skórę. Larwy gza dużego przechodzą drogę wzdłuż nerwów obwodowych i umiejscawiają się w kanałach kręgowych. Larwy gza małego natomiast wędrują przez tkankę łączną do jamy piersiowej i brzusznej docierając do okolic kręgosłupa.

## Zwalczanie
Leczenie zwierząt wykonuje się na dwa sposoby:
1. mechaniczne – usuwanie ich za pomocą narzędzia wkładanego do guza
2. chemiczne – obmycie ciała środkami niszczącymi larwy

## Profilaktyka
Opryskiwanie w okresie składania jaj płynem odstraszającym